# Leibniz-Zentrum Allgemeine Sprachwissenschaft
Das Leibniz-Zentrum Allgemeine Sprachwissenschaft (ZAS), kurz: ZAS Berlin, ist ein außeruniversitäres Forschungsinstitut des Landes Berlin. Bis 2017 trug es den Namen Zentrum für Allgemeine Sprachwissenschaft (ZAS).  
Die Forschung am ZAS befasst sich mit der menschlichen Sprachfähigkeit im Allgemeinen sowie mit deren Ausprägung in einzelnen Sprachen. Ziel ist es, die biologischen, kognitiven und sozialen Faktoren sprachlicher Kompetenz zu untersuchen und besser zu verstehen. Im Mittelpunkt stehen dabei Sprachstrukturen, Spracherwerb und Sprachverarbeitung. Die Ergebnisse dienen auch als Grundlage für praktische Anwendungen, beispielsweise in der Sprachdiagnostik oder in der Sprachtechnologie. Das ZAS ist Mitglied der Leibniz-Gemeinschaft.  

## Geschichte
Das ZAS geht zurück auf das Zentralinstitut für Sprachwissenschaft (ZISW), das 1969 an der Akademie der Wissenschaften der DDR eingerichtet wurde. Die Auflösung der Akademie kurz nach der deutschen Wiedervereinigung ging einher mit der Empfehlung, Teile der kulturwissenschaftlichen Forschung weiterzuführen. Daraufhin wurde 1992 die von der Max-Planck-Gesellschaft betreute Förderungsgesellschaft Wissenschaftliche Neuvorhaben mbH gegründet. Innerhalb dieser entwickelte sich unter maßgeblicher Beteiligung des späteren Gründungsdirektors Ewald Lang der Forschungsschwerpunkt Allgemeine Sprachwissenschaft, Typologie und Universalienforschung (FAS). 1996 wurde der FAS umbenannt in Zentrum für Allgemeine Sprachwissenschaft (ZAS) und bildet gemeinsam mit dem Zentrum für Literatur- und Kulturforschung (ZfL) und dem Zentrum Moderner Orient (ZMO) die neugegründeten Geisteswissenschaftlichen Zentren Berlin e. V. (GWZ). 2017 wurde das ZAS in die Leibniz-Gemeinschaft aufgenommen und trägt seitdem den aktuellen Namen.

## Leitung
Gründungsdirektor Ewald Lang leitete das ZAS von 1996 bis 2001. Von 2001 bis Herbst 2022 war Manfred Krifka der wissenschaftliche Direktor des ZAS. Seit dem 1. Oktober 2022 wird das ZAS von Artemis Alexiadou geleitet, wie ihre Vorgänger Professorin an der Humboldt-Universität zu Berlin.

## Standort
Bis 2006 hatte das ZAS seinen Sitz in der Jägerstraße 10/11 in Berlin-Mitte. Ende 2006 ist das ZAS ins Mossehaus in der Schützenstraße 18 umgezogen. Seit Juli 2023 ist sein Sitz in der Pariser Straße 1 in Berlin-Wilmersdorf.

## Finanzierung
Von 1996 bis 2007 wurde das ZAS durch das Land Berlin und die Deutsche Forschungsgemeinschaft (DFG) finanziert. Nach einer positiven Evaluierung durch den Wissenschaftsrat wurde das ZAS von 2008 bis 2019 durch das Land Berlin und eine Projektförderung des Bundesministeriums für Bildung und Forschung (BMBF) getragen. Seit 2017 ist das ZAS Mitglied der Leibniz-Gemeinschaft und wird seit 2019 gemeinsam vom Bund und dem Land Berlin gefördert. Der Grundhaushalt wird regelmäßig durch die Einwerbung von Drittmittelprojekten bei verschiedenen Förderorganisationen, wie unter anderem der Deutschen Forschungsgemeinschaft (DFG), dem Europäischen Forschungsrat (ERC) oder der VolkswagenStiftung ergänzt.

## Forschung
Das Institut ist in vier Forschungsbereiche gegliedert. Dort arbeiten Wissenschaftlerinnen und Wissenschaftler aus zahlreichen Kerngebieten der Linguistik, darunter Phonetik, Phonologie, Morphologie, Syntax, Lexikologie, Semantik, Pragmatik sowie kindlicher Spracherwerb. Die Zusammenführung dieser Disziplinen in einer einzelnen Einrichtung ist in Deutschland einmalig und ermöglicht einen direkten Austausch von Forschungsergebnissen und -methoden.
Zur empirischen Überprüfung und experimentellen Modellierung linguistischer Fragestellungen stehen am ZAS mehrere Labore zur Verfügung, darunter ein Phonetik-Labor, ein Psycholinguistik-Labor, ein Motion-Capture-Labor und ein Kindersprachlabor. Ergänzend werden korpuslinguistische Methoden und Feldforschung eingesetzt. 
Das Forschungsprogramm des ZAS orientiert sich an thematischen Schwerpunkten, die die wissenschaftliche Arbeit jeweils über einen Zeitraum von vier bis sechs Jahren bestimmen. Diese Themenfelder sind interdisziplinär angelegt und greifen im Idealfall auf die Expertise mehrerer Forschungsbereiche zurück. Darüber hinaus führen die Forschungsbereiche externe Drittmittelprojekte durch, die inhaltlich an ein oder mehrere der Forschungsthemen angebunden sind. 